# フォワードカーブ
フォワードカーブ（英: forward curve）とは、現在において契約できる将来の資金引渡しや支払い契約の価格のグラフである。フォワードカーブは価格の期間構造を表している。

## フォワードレート
フォワードレートとは、将来の特定された期日におけるローンについて定められた金利である。現在の金利について、フォワードレートは異なる満期のローンに対してオファーされた異なるフォワードレートを表現する期間構造を内包している。不変期待仮説によれば、フォワードレートは実行されるローンにおけるスポットレートを予測しているが、それが本当かどうか多くのアナリストの間で論争となっている。
フォワードカーブの図は貸出産業や信用産業の一部分であり、その上、"期待仮説"と関連している。期待仮説はフォワードレートは将来の利子率の予測に用いることが出来るという仮説である。高い短期金利を予測する投資家はより満期が短い債券を購入したがるだろう。もし投資家が長期負債に投資する意図があるのならば、彼らは短期債券には興味を示さないだろう。
金融アナリストは資金の時間価値を測定する為に異なる満期のフォワードカーブの値のグラフ、つまりフォワードカーブを参照している。

## プライスフォワードカーブ
プライスフォワードカーブ（英: price forward curve, PFC）は商品市場の特性を反映している。例えば、
- 商品輸送は費用と手間がかかる。
- 商品を備蓄するのは費用が掛かる。電力に至ってはほとんど不可能である。
- 多くの商品に強い季節性がある。例えば、（暖房のための）ガス需要は夏より冬のほうが大きいだろう。

エネルギー商品が生む利益を公正に測定し、管理する為に、フォワードカーブの期間構造において現れる価格の季節性を持った変動を捉える必要がある。
先渡契約のデュレーションは定義から制限されているし、投資家は契約期間中において契約を更新しなくてはならない。PFCはいつ契約を更新すべきかについて有用になる。例えば、2つのシナリオが考えられる。
1. PFCが右肩上がりならば、つまり将来の商品契約が現在に比べ費用がかかるのならば、コンタンゴ（英語版）（英: contango）と呼ばれる。投資家は、新しい先物に投資するより低い価格で先渡を売却しなくてはいけない為に追加的なコストが発生するだろう。
2. PFCが右肩下がりならば、それはバックワーディション（英語版）（英: backwardation）と呼ばれ、投資家は古い先物契約を新しい先物契約と交換することで利益が得られるだろう。

### 毎時プライスフォワードカーブ
毎時プライスフォワードカーブ（HPFC）とは、市場において値がついていないようなフォワードカーブの構成法で、電力のスポット価格の季節性を捉えることが出来る。HPFCの構成法は2つの方法の組み合わせに基いている。統計的方法は過去にスポット価格がどれだけ動いたかを調べる方法である。ファンダメンタルな方法は価格が純粋に需要と供給（それぞれメリットオーダーカーブとロード（需要量）における価格）によって定まるとしている。
どの方法が良いHPFCを構成できるかを特定するのは難しい。取引される商品の無裁定価格であったり、スポット価格の季節性を反映したり、再生可能エネルギーを正しく取り扱ったりすることが必要になる。